# White Creek Waterfall
Der White Creek Waterfall ist ein segmentierter Wasserfall im Westland-Nationalpark in der Region West Coast auf der Südinsel Neuseelands. Im Lauf des White Creek stürzt er an der Nordwand des Tals des Fox-Gletschers in den Fox River. Seine Fallhöhe beträgt rund 15 Meter.
Vom Besucherparkplatz am Ende der Fox Glacier Road führt der Wanderweg zur Gletscherzunge nach etwa 25 Minuten am Wasserfall vorbei.